# Ґодзілла: Місто на грані битви
«Ґодзілла: Місто на грані битви» (GODZILLA 決戦機動増殖都市, ґодзіра кессен кідо зошоку тоші; також відомий як «Ґодзілла Частина 2: Місто на грані битви») — японський анімаційний кайдзю-фільм 2018 року режисерів Кобуна Шізуни та Хіроюкі Сешіти за сценарієм Гена Уробучі. Фільм створено Toho Animation та Polygon Pictures, спільно з Netflix. Це 33-й фільм у франшизі «Ґодзілла», 31-й фільм про Ґодзіллу, створений Toho, другий фільм в аніме-трилогії про Ґодзіллу та третій про Ґодзіллу, створений в епосі Рейва.
Фільм є продовженням аніме «Ґодзілла: Планета монстрів», і розповідає про те, як люди відвойовують Землю в Ґодзілли, цього разу за допомогою Мехаґодзілли. У японському кінопрокаті фільм вийшов 18 травня 2018 року, а у всьому світі на Netflix 18 липня 2018 року. Продовження, «Ґодзілла: Поїдач планет», вийшло в Японії 9 листопада 2018 року.

## Сюжет
Після подій попереднього фільму Аратрум не може зв'язатися з Харуо та іншими. Капітан Аратрума наказує покинути Землю, якщо безпілотники не знайдуть виживших за 48 годин. Виявляється, що дівчина на ім'я Міана врятувала Харуо. Він зустрічається з іншими вижившими, яких привела сестра-близнючка Міани Майна. Близнючки та лідери племені хотуа допитують Харуо, чому він атакував їх землі. Після того, як він сказав, що вони атакували лише Ґодзіллу, Харуо та інших відпускають. Харуо разом з близнючками та іншими зустрічають Метфіса та інших виживших, які були атаковані Сервумами. Під час бою з Сервумами білусалудо Ґалу-Ґу виявляє, що наконечники стріл племені хотуа зроблені з нанометалу, який використовувався для створення Мехаґодзілли. Деякі з членів команди повертаються на Аратрум, інші ж приходять до Мехаґодзілли, який за допомогою нанометалу розрісся і став Містом Мехаґодзіллою. Близнючки повертаються в селище, попереджаючи, що нанометал небезпечний. Білусалудо запевняють, що це не так. Ґалу-Ґу каже, що за допомогою нанометаду можна покращити вже наявну зброю і перемогти Ґодзіллу. Також команда Харуо будує літаючих роботів Стерв'ятників та починає створення пастки для Ґодзілли. Юко признається Харуо в любові, а Метфіс відкриває Харуо ім'я істоти, яка знищила його світ.
Ґодзілла прокидаються, і виявляється, що білусалудо хочуть, щоб всіх поглинув нанометал. Вони кажуть, що тільки так можна буде перемогти Ґодзіллу. Однак майже ніхто не хоче це допустити. Ґодзілла нападає на Місто Мехаґодзіллу, і Харуо, Юко та Белу-Бе сідають в Стерв'ятників. Їм вдається трохи затримати Ґодзіллу, але він виходить з пастки та продовжує напад. Белу-Бе зливається з нанометалом та змушує Стер'ятників поглинати Харуо та Юкі.
Харуо вдається спастися від нанометалу, але нанометал продовжує поглинати Юкі. Харуо за допомогою Стерв'ятника знищує Ґалу-Ґу та командний центр, а Ґодзілла продовжує руйнувати Місто. Харуо вдається спасти Юкі, але відтепер вона перебуває у комі.
В сцені після титрів виявляється, що істоту, яка знищила планету ексіфів, звуть Гідора.

## Кайдзю
- Ґодзілла
- Місто Мехаґодзілла
- Сервуми
- Кінг Гідора (згаданий)

## В ролях
- Мамору Міяно — Харуо Сасакі
- Такахіро Сакурай — Метфіс
- Кана Ханазава — Юко Тані
- Томоказу Сугіта — Мартін Лаззарі
- Юкі Кадзі — Адам Біндевальд
- Юнічі Сувабе — Мулу-Елу Ґалу-Ґу
- Рейна Уеда — Майна
- Арі Одава — Міана
- Кента Міяке — Рілу-Елу Белу-Бе
- Кеню Хоріучі — Анберто Морі
- Казуя Накаі — Халу-Елу Долу-До
- Казухіро Ямадзі — Ендарфу

## Виробництво
Про виробництво аніме «Ґодзілла: Місто на грані битви» було оголошено в другій сцені після титрів під час театрального показу в Японії. Тоді була оголошена японська назва та дата виходу та був показаний плакат із зображенням Мехаґодзілли. Японська назва фільму була озвучена як GODZILLA 決戦機動増殖都市 (ґодзіра кессен кідо зошоку тоші; переклади варіювалися від «Ґодзілла: Бойове мобільне місто» до «Ґодзілла: Місто, механізоване для фінальної битви»). Пізніше було оголошено англійську назву: «Ґодзілла: Місто на грані битви». У березні 2018 року на офіційному вебсайті фільму з'явився новий плакат, подробиці сюжету та інформація про те, що співак XAI повернеться, щоб виконати пісню The Sky Falls у фільмі.
Такаюкі Хатторі повернувся, щоб створити саундтрек до фільму. Це його четвертий внесок у франшизу. Співак XAI також повернувся, щоб виконати пісню The Sky Falls у фільмі.